# エレーニン彗星 (C/2010 X1)
エレーニン彗星（仮符号:C/2010 X1）は、ロシアのアマチュア天文家、Leonid Eleninによって2010年12月10日に発見されたオールトの雲起源の非周期彗星である。アメリカ合衆国ニューメキシコ州メイヒル近郊に位置する国際科学光学ネットワークの天体望遠鏡の遠隔操作観測によって発見された。また、発見はCoLiTecという自動の小惑星発見プログラムを用いて行われた。発見時の見かけの等級は19.5等程度。これは肉眼視可能な下限である六等星の約16万分の1の明るさに相当する。2011年8月にこの彗星の核は分裂したと見られる。発見者自身は核の直径の大きさは3 - 4 kmと推定したが、分裂前でも2 km程度あったとする推定もある。

## 観測
2011年4月、エレーニン彗星は見かけの等級が冥王星と同程度の15等となり、コマの直径は8万kmと推定された。2011年5月21日にはコマの直径は10万kmを超え、同年8月には20万kmを超えた。見かけの等級は5月末から6月中旬まで13等付近になり、7月下旬には10等に達し、8月中旬には8等程度になった。8等であっても肉眼視可能な明るさより4倍も暗い。2011年8月19日にはコロナ質量放出の影響を受け、LINEAR彗星 (C/1999 S4)のように分裂したと考えられている。9月半ば時点で見かけの等級は10.5等にまで下がり、10月中旬になると地上の望遠鏡では20.5等まで観測できる口径2.0 mのフォークス北望遠鏡でさえ観測できなかった。同月21日になって雲状に広がるエレーニン彗星の残骸らしきものが再検出された。分裂後のエレーニン彗星の姿は分裂後のシューメーカー・レヴィ第9彗星の様子と似ていた。
2011年の8月1日から12日にはNASAは探査機STEREO-Bを回転させ、STEREO-Bと彗星と太陽が一直線になるときに起こる前方散乱により明るく見えた状態で観測した。9月23日にはSOHOも観測を行える予定であったが、分裂してしまった可能性が高く、結果としても観測されなかった。エレーニン彗星の軌道傾斜角は1.84 °で黄道面とあまり変わらないため、STEREO-B、SOHO、地球では前方散乱の位置になっていた。そのため、別々の方向から観測できる非常に良い機会であった。

## 過去および今後の軌道
エレーニン彗星は9月10日に近日点を通過し、太陽との距離は約7210万kmであった。分裂後の残骸は10月16日に地球に最接近し、その距離は0.233 auで金星よりも近く、地球から見た相対速度の大きさは23.95 km/s(86000 km/h)だった。2011年3月14日には衝の位置になり、11月22日にも再度衝の位置になった。逆に9月26日には太陽-地球-彗星間の角度が1.9 °とほぼ合の状態になり、この日を含め7月28日から10月10日までは太陽-地球-彗星間の角度が45 °未満で観測に不適な状態であった。
他惑星からの重力の影響を受けて摂動するため、公転周期は不安定である。エレーニン彗星のように軌道離心率が1に近い場合、太陽を中心とする座標よりも太陽系の重心を中心とする座標のほうがより安定して軌道を求められることが分かっている。JPL Horizons On-Line Ephemeris Systemを用いて2010年12月10日から2011年9月7日までの観測記録から軌道を計算すると、2006年10月を境に放物線軌道に近い楕円軌道から双曲線軌道に変化し、それ以降は離心率1.0004の双曲線軌道になると求められる。近日点を通過するより何十年も前までは公転周期が約1000万年、遠日点までの距離が約9万6000 auであったと求められる。

## 地球への影響
2010年の発見以降、C/2010 X1（エレーニン彗星）が地球に衝突するであるとか、あるいは接近により地球に大きな影響を及ぼすという噂が広まった。NASAのジェット推進研究所はこれらの噂を否定するコメントを公表した。彼らは彗星は最大でも地球に3500万キロメートル（月と地球の距離の約90倍）までしか接近せず、この距離から地球に何らかの影響を及ぼすにはあまりにも小さすぎるという事実を公表した。
C/2010 X1（エレーニン彗星）が地球に衝突も影響を及ぼすような接近もしないことは発見当初からわかっていたことであり、発見者のLeonid Eleninは「恐怖論者がなぜ私が発見した彗星を選んだのかわからない」と述べている。